# Sarah Gadon
Pour les articles homonymes, voir Gadon.
Sarah Gadon, née le 4 avril 1987 à Toronto, est une actrice canadienne. Elle a notamment joué dans les films A Dangerous Method, Cosmopolis et Maps to the Stars, trois films du réalisateur canadien David Cronenberg.

## Biographie

### Enfance et formation
Sarah Gadon est née le 4 avril 1987 à Toronto, Canada. Son père est psychologue et sa mère enseignante. Elle a un grand frère, James. Elle a des origines anglaise et italienne. Elle a passé la plupart de son enfance et adolescence à s’entraîner pour être danseuse. Elle a été élève à l'École Nationale de ballet du Canada (en) et à l'École d'Art Claude Watson (en). Elle fut diplômée de la Vaughan Road Academy (en) en 2005. Elle a également étudiée à l'Innis College.

### Carrière
Sarah débute à la télévision en 1998 avec une apparition dans La Femme Nikita. Elle enchaîne entre 1999 et 2001 dans les séries : Fais-moi peur !, Destins Croisés, Unité 156, ou encore Redwall.
Ses débuts au cinéma se font dans Fast food High de Nisha Ganatra
Elle fait des apparitions plus ou moins récurrentes dans les séries The Border, Aaron Stone, Les Vies rêvées d'Erica Strange, Les Enquêtes de Murdoch, ou Happy Town.
Elle se fait remarquer au cinéma, en 2011 avec les films Dream House, mais surtout A Dangerous Method de David Cronenberg. L'année suivante, elle joue dans sous la direction du fils de Cronenberg dans Antiviral et retrouve le père pour Cosmopolis.
En 2013, elle joue aux côtés de Jake Gyllenhaal et Mélanie Laurent dans Enemy de Denis Villeneuve. L'année suivante elle  prête sa voix dans The Amazing Spider-Man : Le Destin d'un Héros, retrouve David Cronenberg une troisième fois avec Maps to the Stars et incarne la femme de Luke Evans dans Dracula Untold.
En 2016, elle intègre le casting de la mini-série 22.11.63 avec James Franco et est à l'affiche des films Indignation de James Schamus et La 9e Vie de Louis Drax d'Alexandre Aja. L'année suivante, on la retrouve dans la mini-série Captive et le film La Reine garçon.
En 2018, elle co-écrit avec son compagnon, Matthew Hannam, son premier court métrage, Paseo et elle joue également dedans.
En 2019, elle est présente au casting du film Ma vie avec John F. Donovan de Xavier Dolan et de la troisième saison de True Detective.

### Vie privée
Elle a été en couple avec Matthew Hannam, qu'elle a rencontré sur le tournage d'Antiviral.
Depuis 2022, elle est mariée à Max Fine.

## Filmographie

### Cinéma

#### Longs métrages
- 2003 : Fast food High de Nisha Ganatra : Zoe
- 2004 : Siblings de David Weaver : Margaret
- 2007 : Charlie Bartlett de Jon Poll : Priscilla
- 2009 : Leslie, My Name Is Evil de Reginald Harkema : Laura
- 2011 : A Dangerous Method de David Cronenberg : Emma Jung
- 2011 : Dream House de Jim Sheridan : Cindi
- 2011 : The Moth Diaries de Mary Harron : Lucie
- 2012 : Antiviral de Brandon Cronenberg : Hannah Geist
- 2012 : Cosmopolis de David Cronenberg : Elise Shifrin
- 2013 : Belle d'Amma Asante : Elizabeth Murray
- 2013 : Enemy de Denis Villeneuve : Helen Claire
- 2014 : Opération Casse-noisette (The Nut Job) : Lana (voix)
- 2014 : The Amazing Spider-Man : Le Destin d'un Héros (The Amazing Spider-Man 2) de Marc Webb : l’intelligence artificielle d’Oscorp (voix)
- 2014 : Maps to the Stars de David Cronenberg : Clarice Taggart
- 2014 : Dracula Untold de Gary Shore : Mirena
- 2015 : A Royal Night Out de Julian Jarrold : la princesse Élisabeth
- 2016 : Indignation de James Schamus : Olivia Hutton
- 2016 : La Neuvième Vie de Louis Drax (The 9th Life of Louis Drax) d'Alexandre Aja : Natalie Drax
- 2017 : La Reine garçon (The Girl King) de Mika Kaurismäki : comtesse Ebba Spare
- 2018 : Octavio Is Dead ! de Sook-Yin Lee : Tyler
- 2018 : American Woman de Semi Chellas : Pauline
- 2019 : Ma vie avec John F. Donovan (The Death and Life of John F. Donovan) de Xavier Dolan : Liz Jones
- 2019 : La Grande Noirceur de Maxime Giroux : Helen
- 2020 : Des Vampires dans le Bronx (Vampires vs. the Bronx) d'Osmany Rodriguez : Vivian
- 2020 : Black Bear de Lawrence Michael Levine : Blair
- 2021 : All My Puny Sorrows de Michael McGowan : Elfriedra « Elfe »
- 2023 : Au Nord de la norme (North of normal)
- 2023 : Ferrari de Michael Mann : Linda

#### Courts métrages
- 2007 : Burgeon and Fade d'Audrey Cummings : Haley
- 2008 : Grange Avenue d'Allan Tong : Julia MacMillan
- 2008 : Spoliation de J. Adam Brown : Gabriella
- 2012 : BearHug de J. Adam Brown : Madison
- 2012 : Yellow Fish d'Andrew Cividino : Cait
- 2017 : Lolz-ita de Katie Boland : Sarah
- 2018 : Balls de Lily Cole : Mary Ann
- 2018 : Paseo de Matthew Hannam : Alice

### Télévision

#### Séries télévisées
- 1998 : La Femme Nikita (Nikita) : Julia
- 1999 : Fais-moi peur ! (Are You Afraid of the Dark ?) : Monica
- 2000 : Destins croisés (Twice in Lifetime) : Laura Burnham jeune
- 2000 : Unité 156 (In a Heartbeat) : Jennifer
- 2001 : Redwall : Cynthia Vole / Tess Churchmouse
- 2002 : Moi Willy, fils de rock star (My Dad the Rock Star) : Alyssa (voix)
- 2002 : Mutant X : Catherine Hartman
- 2002 : The Strange Legacy of Cameron Cruz : Lucy Montgomery
- 2003 : Doc : Terri Lewis
- 2004 : Dark Oracle : Claudia
- 2004 : This Is Wonderland (en) : Zoe Kelsey
- 2004 : The Eleventh Hour (en) : Cassie Redner
- 2005 : Derek (Life with Derek) : Vickie
- 2005 : Time Warp Trio (en) : Jodie
- 2006 - 2007 : Ruby Gloom : Ruby Gloom (voix)
- 2007 - 2009 : Friends and Heroes (en) : Portia (voix)
- 2007 - 2011 / 2018 : Défis extrêmes (Total Drama Island) : Beth (voix)
- 2008 : Flashpoint : Tasha Redford
- 2008 - 2009 : The Border : Zoe Kessler
- 2009 : Aaron Stone : Dr Martin
- 2009 : Les Vies rêvées d’Erica Strange (Being Erica) : Katie Atkins
- 2009 - 2011 : Les Enquêtes de Murdoch (Murdoch Mysteries) : Ruby Ogden
- 2010 : Happy Town : Georgia Bravin
- 2010 : Célibataire cherche (The Dating Guy) : Darlene
- 2012 : Un monde sans fin (World Without End) : Philippa
- 2015 : The Plateaus (en) : La mère de Trek
- 2016 : 22.11.63 (11.22.63) : Sadie Dunhill
- 2016 : Man Seeking Woman : Kelly
- 2017 : Captive (Alias Grace) : Grace Marks
- 2017 - 2018 : Letterkenny (en) : Gae
- 2018 : Défis extrêmes : Retour à la maternelle (Total DramaRama) : Beth (voix)
- 2019 : Castle Rock : Rita Green
- 2019 : True Detective : Elisa Montgomery
- 2020 : Most Dangerous Game : Val

#### Téléfilms
- 2000 : Mon clone et moi (The Other Me) de Manny Coto : Heather
- 2001 : À l’épreuve de l’amour (What Girls Means) de Lee Rose : Samantha
- 2002 : Cadet Kelly de Larry Shaw : Amanda
- 2002 : Mamans en grève (Mom's on Strike) de James Keach : Jessica Harris
- 2002 : Society’s Child de Pierre Gang : Nikki Best (voix)
- 2005 : Code Breakers de Rod Holcomb : Julia Nolan
- 2008 : La Passion de la glace (The Cutting Edge 3 : Chasing the Dream) de Stuart Gillard : Celeste Mercier

## Distinctions
| Année | Film ou série    | Récompense                    | Catégorie                                                   | Résultat   | Remarque |
| ----- | ---------------- | ----------------------------- | ----------------------------------------------------------- | ---------- | --- |
| 2001  | Mon clone et moi | Young Artist Award            | Meilleur casting dans un téléfilm                           | Nomination | Partagé avec Andrew Lawrence, Brenden Jefferson, Tyler Hynes and Alison Pill                                                                                            |
| 2003  | Ruby Gloom       | Gemini Award                  | Meilleure performance dans un programme ou une série animée | Nomination | Partagé avec: David Berni, Stacey DePass, Emily Hampshire, Jeremy Harris, Peter Keleghan, Scott McCord and Adrian Truss (pour l’épisode, Hairless the Musical - part 1) |
| 2009  | Flashpoint       | ACTRA Awards                  | Meilleure performance féminine                              | Nomination | Décernée à Rosemary Dunsmore |
| 2012  | Cosmopolis       | Vancouver Film Critics Circle | Meilleure actrice dans un film canadien                     | Lauréat    | |
| 2014  | Enemy            | Prix Écrans canadiens         | Meilleure actrice dans un second rôle                       | Lauréat    | |